# Tetariya (Morang)
Tetariya – gaun wikas samiti we wschodniej części Nepalu w strefie Kośi w dystrykcie Morang. Według nepalskiego spisu powszechnego z 2001 roku liczył on 1171 gospodarstw domowych i 5561 mieszkańców (2800 kobiet i 2761 mężczyzn).